# Вейн Мак-Індо
Вейн Мак-Індо (англ. Wayne McIndoe, 27 серпня 1972) — новозеландський хокеїст на траві.
Учасник Олімпійських Ігор 2004 року.
Срібний призер Ігор Співдружності 2002 року.